# Miedzianów
Miedzianów is een dorp in de gemeente Nowe Skalmierzyce, in de provincie Groot-Polen, Polen. Miedzianów ligt vlak bij de nationale weg Dk25, ongeveer 15 kilometer ten noordoosten van de stad Ostrów, aan de rivier Ciemna. In 2006 had het dorp 200 inwoners. 

## Geschiedenis
De eerste melding van een dorp op deze plaats dateert uit 1213, onder de naam Pentscovo, hoewel dit mogelijk een vervalsing betreft. Vóór 1887 behoorde het dorp tot het Pruisische district (kreis) Adelnau. Van 1887-1975 maakte het deel uit van het Pruisische en later Poolse district Ostrowo/Ostrowski. In de jaren 1975-1998 maakte het onderdeel uit van het district Kaliskie, en sinds 1999 wederom van het district Ostrowski.

## Paleis
Bij het dorp ligt een paleis dat werd gebouwd in 1877 in neorenaissance stijl. Het werd ontworpen door architect Stanisława Hebanowskiego, voor Henryka Józefa Skarżyńskiego. Rond het paleis ligt een park, aangelegd rond 1880, met een oppervlakte van 5,8 hectare, met twee vijvers en enkele eeuwenoude bomen. Het paleis is een monument van Groot-Polen (nummer 1696/A).